# Citroën Xantia
O Citroën Xantia é um automóvel da gama média que substituiu o Citroën BX em 1993. Foi desenhado por Daniel Abramson do Centro de Estilo de Bertone. O Xantia foi apresentado à imprensa internacional em dezembro de 1992 e produzido entre 1993 e 2002 num total de 1.2 milhões de exemplares.
Quando a produção terminou na Europa em 2002, a empresa iraniana SAIPA continuou a sua produção no Irão até setembro de 2010.

## Nome
O nome "Xantia" deriva de "Xanthos", palavra grega que significa amarelo ou dourado.

## História

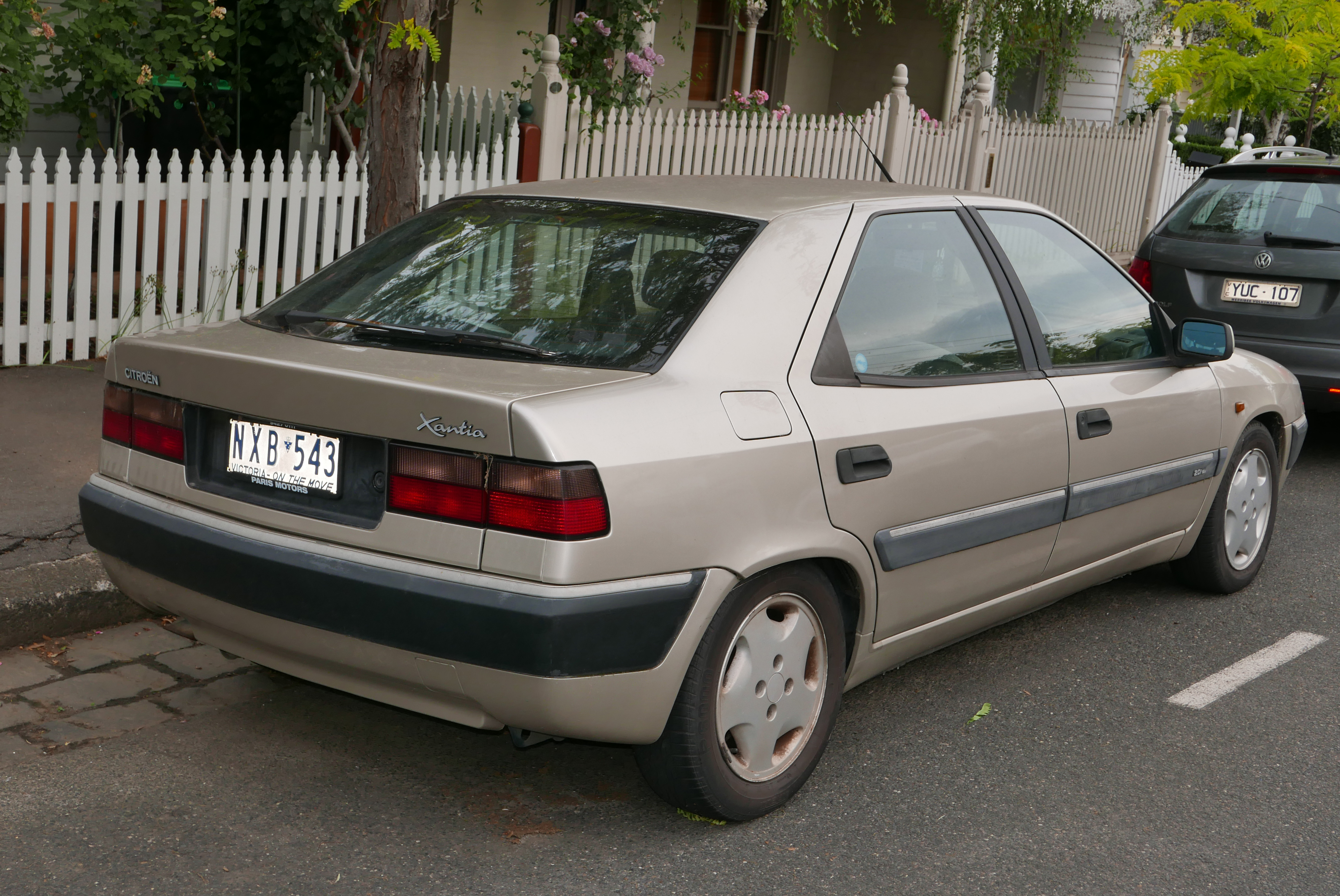
Traseira da versão hatchback.

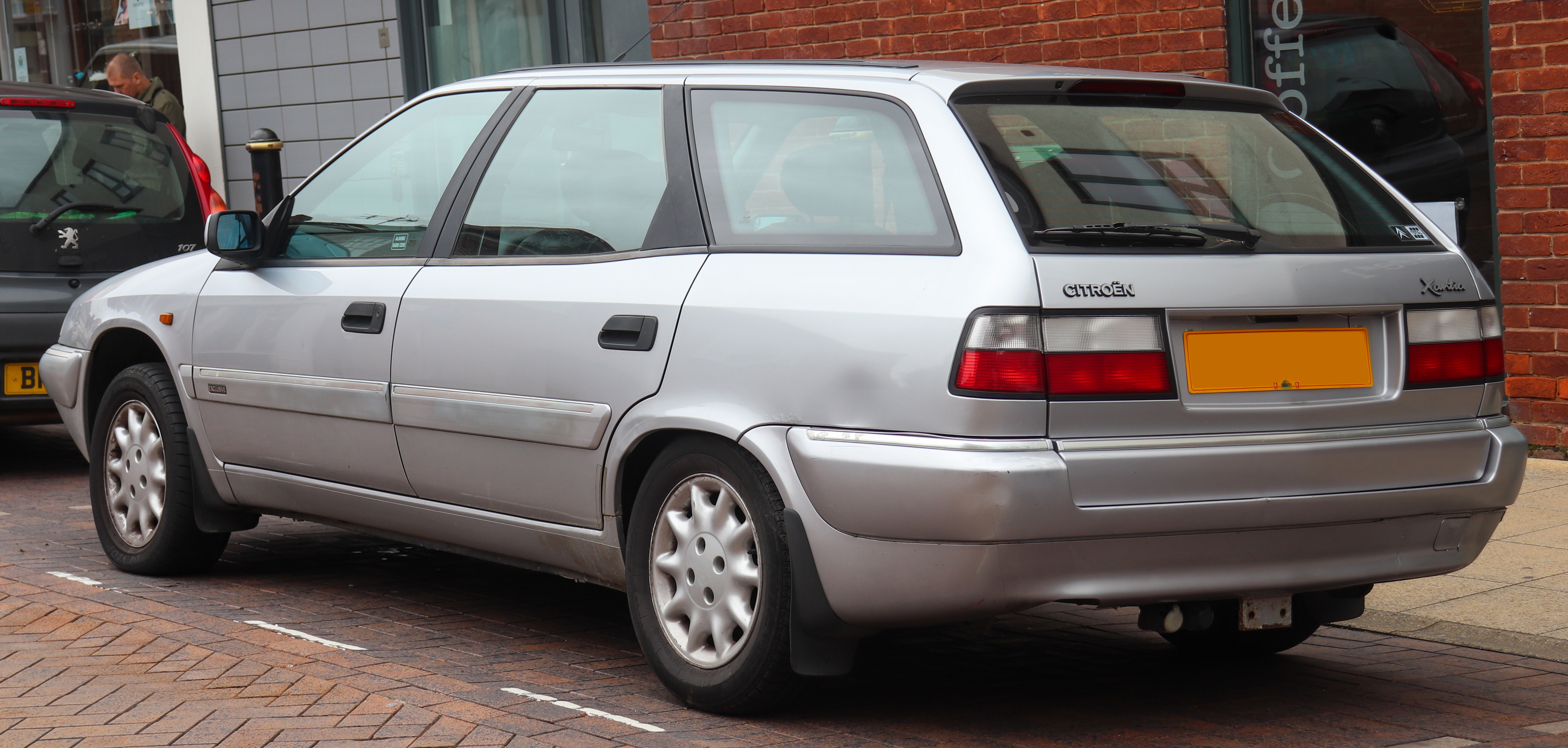
Parte traseira do Xantia Break.

O Xantia substituiu o BX e manteve o elevado nível de popularidade desse modelo adotando uma imagem mais conservadora, com um visual menos "avant-garde", ao contrário do que era apanágio dos modelos da marca do double chevron, de modo a apelar a uma clientela mais abrangente e concorrendo diretamente com os grandes rivais do segmento da altura.
No entanto, por baixo do capô, o Xantia usava a tradicional suspensão hidropneumática estreada no mítico DS e proporcionando elevados níveis de conforto e eficácia.
No início o Xantia estava apenas disponível com uma carroçaria de 5 portas e 2 volumes e meio (hatchback) mas uma versão Break, construída pela Heuliez, foi comercializada a partir de setembro de 1995.
Foram produzidas 1.216.734 unidades do Xantia entre 1993 e 2002.

## Design

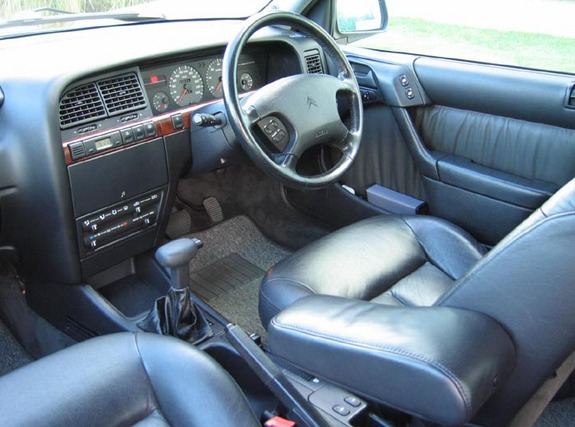
Interior do Xantia.

Capô com três nervuras, grade destacando o chevron (logotipo da Citroën) e faróis alongados no sentido horizontal. Os pára-choques, volumosos e arredondados, receberam pintura na cor da carroceria, reforçando sua aparência de robustez. O interior ganhou mais em conforto e acabamento. Entre os itens que mais se destacam estão: o painel de estilo arredondado, comandos ergonômicos de fácil acesso, amplo espaço interno para todos os ocupantes e espaços para guardar pequenos objetos - como os descansa-braços das portas dianteiras, que se abrem para guardar documentos. Por ter uma distância entre eixos maior do que qualquer outro carro de sua categoria, oferece conforto excepcional aos ocupantes. Essa característica permite que a porta traseira seja maior entre os carros de sua faixa,  isso também possibilita um ângulo maior de abertura das portas, permitindo assim acessos e saídas em condições superiores de ergonomia e conforto.  

## Mecânica e versões

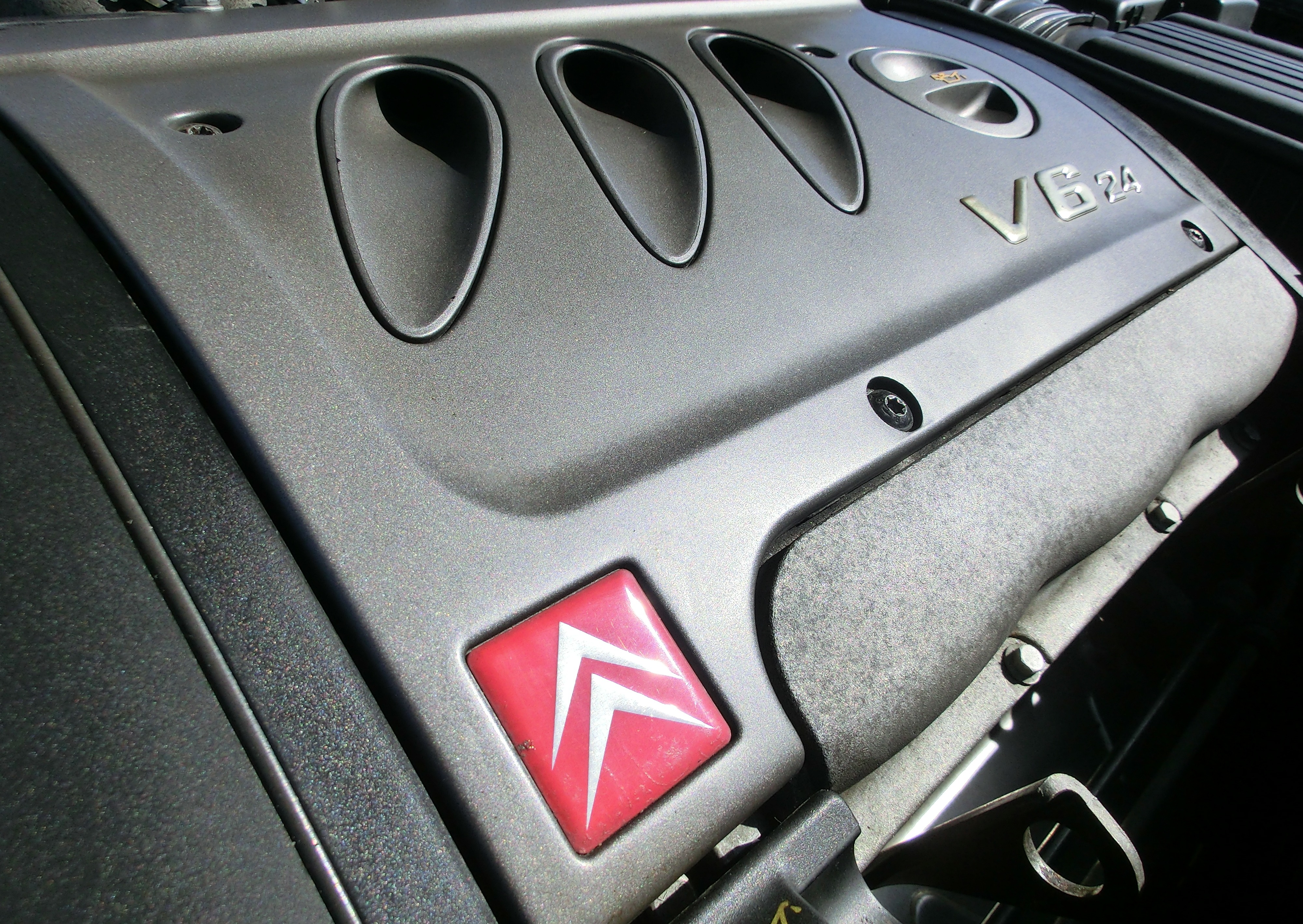
Motor ES9 J4 V6 24V.

Disponível nas versões SX e VSX e nas motorizações 1.6i, 1.8i 16v, 2.0i 16V, 2.0i Turbo c.t. (Constante Tourque) e também nas versões topo de gama com os motores 3.0i V6 24V. Além dos avançados sistemas de suspensão hidropneumática de altura constante ao solo nas versões em todas as versões, havia ainda como opção nas versões VSX a suspensão Hydractive II, exclusividades da Citroën, o Xantia recebeu também nos modelos ACTIVA um sistema adicional ao Hydractive II, chamado de SC-CAR, ao qual o veículo simplesmente não adorna nas curvas e com isso aumenta o poder de passagem em curva. Com tecnologia de ponta para 1993, tem um câmbio automático considerado inteligente, que reduz as marchas sem que necessariamente o motorista pise no freio, mas conforme as condições de piso, declives, etc. Também se adapta ao modo de dirigir do motorista nas condições "normal" ou "esportiva", além de uma opção "neve" para pisos nevados.  